# Bagua Zhou
Bagua Zhou (kinesiska: 八卦洲) är en ö i Kina. Den ligger i provinsen Jiangsu, i den östra delen av landet, omkring 14 kilometer norr om provinshuvudstaden Nanjing.
Genomsnittlig årsnederbörd är 1 291 millimeter. Den regnigaste månaden är juli, med i genomsnitt 289 mm nederbörd, och den torraste är december, med 32 mm nederbörd.